# Матсі Хадзілазару
Ма́тсі Хадзілаза́ру (грец.Μάτση Χατζηλαζάρου), справжнє ім'я Марія-Лукія (грец. Μαρία — Λουκία; 17 січня 1914 — †16 червня 1987) — грецька поетеса 20 століття, представниця напряму гіперреалізму, відома своєю любовною лірикою.

## Біографія
Матсі Хадзілазару народилась 17 січня 1914 року у Салоніках. Вона була онучкою Перікліса Хадзілазару, відомого громадського та політичного діяча, консула Америки. Він брав активну участь у подіях травня 1876 року в Салоніках, захищаючи права грецької християнської спільноти від варварства турецької мафії міста. Під час Першої світової війни разом зі своєю сім'єю Матсі проживала на півдні Франції, згодом у Римі. У 1919 році вони повернулись в Грецію, а через два роки родина переїхала до Афін. Саме в цей період Матсі починає отримувати приватні уроки у себе вдома, проте внаслідок фінансових проблем батька, через деякий час від занять довелось відмовитись.
У 1931 році вона вперше вийшла заміж, її чоловіком став Карл Сурман. Однак шлюб виявився не довготривалим і через 5 років подружжя розлучилось. Вдруге вона вийшла заміж у в 1937 році, за агронома і ландшафтного дизайнера Спіроса Тсаусіса. З 1939 по 1943 рік була у законному шлюбі з поетом Андреасом Ембірікосом, проте і цей шлюб не став вдалим. Певний час Матсі проживала та навчалась у Парижі і аж у 1958 році повернулась в Афіни. З 1964 року вона працювала в Греції, потім ненадовго повернулась в Париж, де влаштувалась на роботу. З 1973 року і до кінця свого життя вона жила в Афінах і працювала у комерційному банку.

## Творчість
Матсі Хадзілазару у своїх поезіях часто використовувала прийоми характерні для сюрреалізму, створювала картини, що промовляли до читача любов'ю. Її поезію часто називають жіночою.
Загалом творчий доробок Матсі Хадзілазару складається з 4 збірок і публікацій в літературних журналах. Перші дві збірки були написані під псевдонімом Матсі Андреу.

### Основні твори
- «Μάης, Ιούνης και Νοέμβρης» («Травень, Червень і Листопад», 1944);
- «Δύο Διαφορετικά Ποιήματα» («Дві різні поезії», 1945);
- «Cinq Fois» («П'ять разів», 1949);
- «Chants Populaires des Grecs» (збірка грецьких народних пісень у перекладі французькою, 1951);
- «Κρυφοχώρι» (1951);
- «La Frange de Mots (Τα λόγια έχουν κρόσσια)»(1954);
- «Έρως Μελαχρινός» (1979);
- «Το δίχως άλλο. Αντίστροφη αφιέρωση — dédicace à rebours»(1985);
- «Μάτση Χατζηλαζάρου: Ποιήματα, 1944—1985» («Матсі Хадзілазару: Поезії, 1944—1985», 1989).